# Боттроп
Боттроп (нім. Bottrop) — місто в Німеччині, у землі Північний Рейн — Вестфалія. Розташоване в Рурському регіоні поряд з містами Ессен, Оберхаузен, Гладбек і Дорст. Боттроп був центром видобутку кам'яного вугілля і залізничним вузлом, мав заводи з виробництва кам'яновугільної смоли. У місті була розвинена хімічна, легка і машинобудівна промисловості. Місто виросло з центру гірничої промисловості навколо видобутку кам'яного вугілля.
В місті розташовано знамените автомобільне тюнінгове ательє Brabus.
Площа міста близько 101 км². Населення — 118,9 тис. жителів (2006). Місто ділиться на три частини: Центральний Ботроп (Bottrop-Mitte), Південний Ботроп (Bottrop-Süd) та Кірхелен (Bottrop-Kirchhellen). До 1978 Кірхелен був самостійним містом.

## Релігія
- Католики: ~50 %
- Протестанти (лютерани): ~20 %
- Атеїсти/агностики: ~20 %
- Мусульмани: ~5 %

## Знамениті люди
- Йозеф Альберс
- Тео Йоргенсманн

## Визначні місця
- Террикон Ганіль